# Thomas Pitfield
Thomas Baron Pitfield (* 5. April 1903 in Bolton; † 11. November 1999 in Bowdon) war ein englischer Komponist, Maler, Kunsthandwerker und Buchillustrator.

## Leben und Werk
Thomas Pitfield war als Komponist zunächst Autodidakt. In den Jahren 1925 und 1926 studierte er am Royal Manchester College of Music Klavier, Cello und Harmonielehre bei Thomas Keighley, Frank Merrick und Carl Fuchs. Später erhielt er ein Stipendium für das Studium der Kunst und des Schreinerhandwerks an der Bolton School of Art.
Nach seiner Ausbildung zum Lehrer wurde er zunächst Master of Art am Tettenhall College in Wolverhampton. Als Pazifist trat er in die britische Nicht-Regierungsorganisation Peace Pledge Union ein. Im Zweiten Weltkrieg stellte er einen Antrag als Kriegsdienstverweigerer aus Gewissensgründen und konnte so seine Unterrichtstätigkeit fortführen. Von 1947 bis 1972 wirkte er als Kompositionslehrer an seiner ehemaligen Ausbildungsstätte, dem Royal Manchester College of Music. David Ellis, John Golland, John McCabe, John Ogdon und Ronald Stevenson waren unter anderen seine Schüler.
Von 1986 bis 1993 schrieb er seine dreibändige Autobiografie. Pitfield war bis in seine 90er-Jahre im Bereich der Bildenden Kunst und als Komponist aktiv.
Als Komponist war Thomas Pitfield von Ralph Vaughan Williams, Percy Grainger und Frederick Delius beeinflusst. Er war überaus produktiv. Seine Kompositionen umfassen Miniaturensammlungen für Lernende und Amateure, eine Sinfonietta mit fünf Sätzen, ein Trio für Flöte, Oboe und Klavier, Konzerte für Klavier, Violine, Blockflöte und Schlagzeug, eine Xylophonsonate, eine Oboensonate, und Solowerke für Akkordeon, Harfe und Mundharmonika. Ein Schwerpunkt seiner Arbeit lag im Bereich von Liedern und Chören, also der Vokalmusik. Er befasste sich auch mit Jugendmusik.